# Buchelay
Buchelay – miejscowość i gmina we Francji, w regionie Île-de-France, w departamencie Yvelines.
Według danych na rok 1990 gminę zamieszkiwało 2066 osób, a gęstość zaludnienia wynosiła 418 osób/km² (wśród 1287 gmin regionu Île-de-France Buchelay plasuje się na 478. miejscu pod względem liczby ludności, natomiast pod względem powierzchni na miejscu 681.).